# ГЕС Búrfell
ГЕС Búrfell — гідроелектростанція на південному заході Ісландії. Становить нижній ступінь каскаду у сточищі річки Тйоурсау (Þjórsá), знаходячись після ГЕС Sultartangi. Була найбільшою в країні до появи ГЕС Fljótsdalur.
Введена в експлуатацію у 1972 році, станція Búrfell стала першою за часом спорудження в каскаді. Для неї на Тйоурсау звели земляну греблю висотою 33 метри яка дозволяє спрямовувати воду до сховища Bjarnarlón на північний схід від гори Búrfell. Природне русло річки огинає цей вулкан-туйю із стрімкими схилами по дузі з півдня, тоді як після спорудження гідрокомплексу основна маса води подається з Bjarnarlón до дериваційного тунелю, що проходить північніше Búrfell. Тунель має довжину 1,6 км діаметр 10 метрів та забезпечує напір у 115 метрів.
Первісно зал обладнали шістьма турбінами типу Френсіс загальною потужністю 210 МВт. Після модернізації у 1997—1999 роках цей показник зріс до 270 МВт. Станція розрахована на виробництво 2,3 млрд 1 млрд кВт-год електроенергії на рік.
Відпрацьована вода відводиться до річки Fossá, яка впадає у Тйоурсау за два кілометри.